# Hołubiwka (rejon berdyczowski)
Hołubiwka (ukr. Голубівка) – wieś na Ukrainie, w obwodzie żytomierskim, w rejonie berdyczowskim, w hromadzie Różyn. W 2001 liczyła 822 mieszkańców, spośród których 813 wskazało jako ojczysty język ukraiński, a 9 rosyjski.